# Estació del Carrilet (Tortosa)
L'estació del Carrilet és l'antiga estació d'inici de la línia de tren que unia Tortosa i la Cava i està protegida com a bé cultural d'interès local.

## Descripció

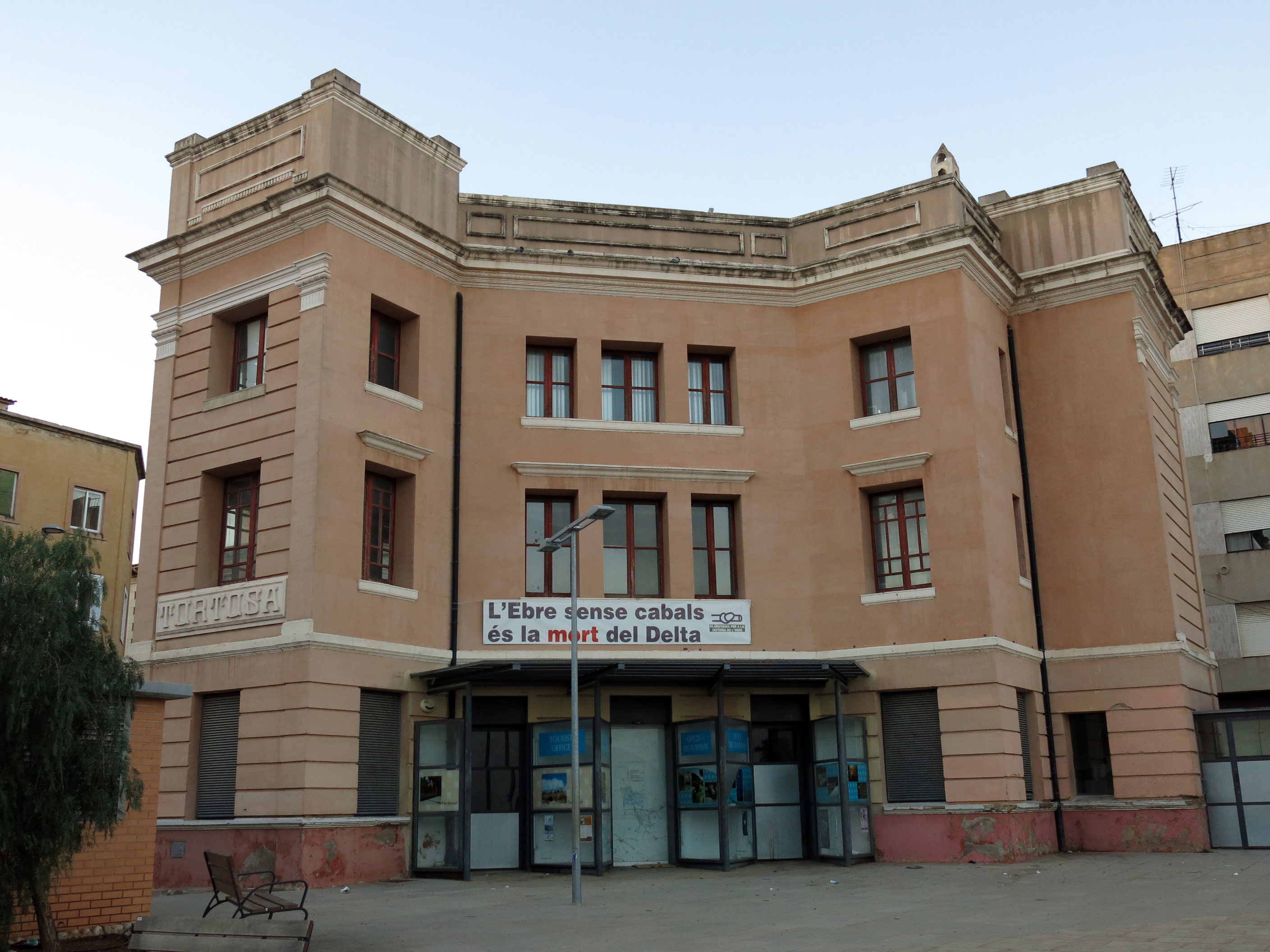
Façana posterior de l'antiga estació

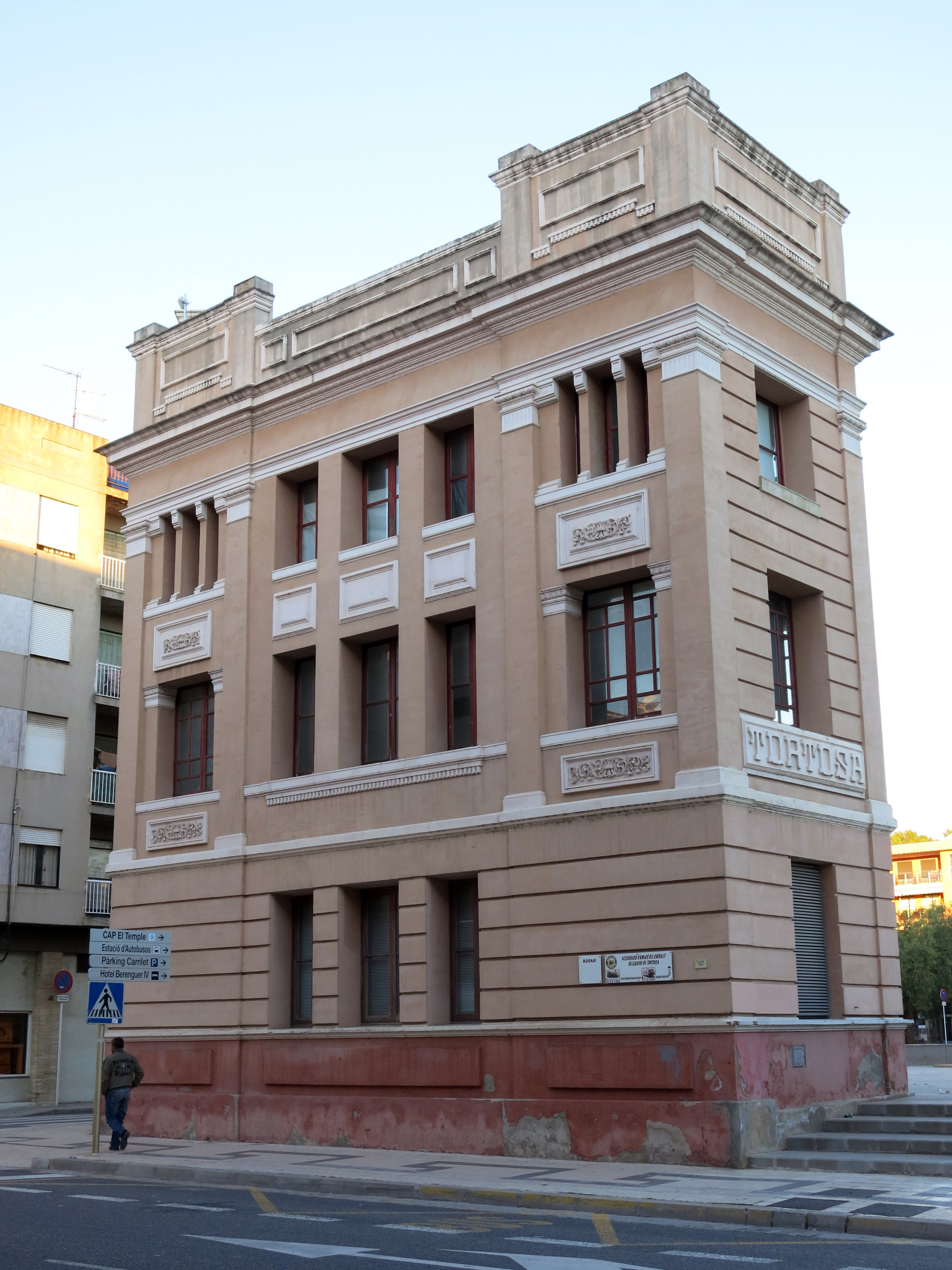
Façana que dona a l'avinguda de la Generalitat

És una edificació exempta situada a l'avinguda de la Generalitat, on conflueix amb el carrer de Lamote de Grignon. A la seva esquerra s'ha conservat durant anys una gran esplanada sense edificar, destinada a aparcament per a vehicles, on abans hi havia hagut les vies, les andanes i altres edificacions de l'estació; actualment l'espai s'ha urbanitzat i se l'ha batejat amb el nom de plaça del Carrilet. Al subsòl s'hi ha construït un pàrquing subterrani, mentre que a la superfície hi ha ara el CAP El Temple i, al darrere, l'estació d'autobusos.
L'edifici conservat és el de viatgers, en forma de L, que consta de planta baixa, dos pisos i terrat i cobreix una superfície per planta de 136 m². La compartimentació interior resta avui força alterada i malmesa, ja que ha tingut, a posteriori, diferents usos: caserna de policia, residència de gitanos, oficina de turisme... La façana exterior conserva l'estat original; totes les obertures són allindades. L'arrebossat simula carreus a la planta i en els pisos conforma pilastres de capitell corinti emmarcant sectors de finestres.

## Història
El ferrocarril de via estreta Tortosa - la Cava, conegut popularment com lo Carrilet, es va plantejar com a necessari, a la darreria del segle xix, per millorar les comunicacions existents entre la ciutat i el delta de l'Ebre, una zona en activa colonització després de l'entrada en servei dels canals de regadiu. El primer projecte data de 1883, però la concessió de la línia a la companyia FESA no es va realitzar fins al 1924. La construcció es va fer en tres trams: Tortosa-Amposta, inaugurat el 1926; Amposta - Jesús i Maria, i Jesús i Maria - la Cava. A la dècada del 1960 el servei havia esdevingut deficitari i el 1964 passà a formar part de l'Estat. Va desaparèixer el 1967. L'estació de Tortosa n'era la principal. Constava de 17 edificis i 11 vies. L'edifici de viatgers tenia a la planta baixa una sala d'espera, l'oficina del cap d'estació i un despatx d'interventors; al primer pis hi havia el despatx del director i les oficines centrals del servei, i el segon pis acollia l'habitatge del cap d'estació.